# Scatti rubati
Scatti rubati (L'Homme qui voulait vivre sa vie) è un film del 2010 diretto da Éric Lartigau.
Un uomo, uccidendo accidentalmente l'amante della moglie, decide di sparire dal mondo. 
Il soggetto è tratto dal romanzo The Big Picture di Douglas Kennedy.

## Trama
Paul Exben è un avvocato di successo, ha una moglie, due bei bambini piccoli, ma il suo matrimonio attraversa un brutto periodo.
La moglie, da lui incoraggiata a tentare la strada del successo come scrittrice, in realtà si sente fallita nel suo progetto che oltretutto l'ha isolata dal mondo e da altre prospettive lavorative.
Quando scopre una sua bugia, Paul incomincia a sospettare di essere tradito. Ad una serata tra amici la osserva con attenzione e capisce che c'è qualcosa con Grégoire, un loro vicino, fotografo privo di talento. Andatolo a trovare, questi non prova minimamente a negare l'evidenza e poi, dopo aver chiesto che senso avesse quella visita, provoca deliberatamente Exben, che sulle prime fa per andarsene poi ha una reazione violenta. La colluttazione che nasce finisce per far cadere a terra Grégoire che resta ucciso in circostanze fortuite. Paul, scioccato, lascia l'uomo riverso nel giardino della sua grande casa, e va via. Passato lo choc, torna nella casa e dà il via ad un lucido e complesso piano.
A piano ultimato, Exben ha fatto scomparire il cadavere e, con i documenti della vittima, è scappato all'estero facendo credere a tutti di essere morto in un incidente di barca. In un piccolo villaggio della Serbia-Montenegro, con le generalità dell'uomo da lui ucciso, intraprende l'attività di fotografo, che per altro è una sua vecchia passione abbandonata. Sebbene conduca una vita isolata finisce per fare amicizia con un francese incontrato casualmente. Questi, ospitato a casa sua, ne vede le foto, e ne è così colpito da proporle al giornale per il quale lavora. Così per Paul, è un immediato successo. L'esposizione mediatica mette a dura prova la sua volontà di scomparire dal mondo e la necessità di non far ricomparire quel Grégoire Kremer che lui, operando via e-mail, ha pian piano fatto allontanare da amici e conoscenti senza troppe spiegazioni.
Si rende così necessaria una nuova fuga. Stavolta opta per il Sud America, da raggiungere via mare. Imbarcato in fretta su un mercantile, durante la prima notte di navigazione si scatena sul ponte una violenta rissa, durante la quale tre clandestini vengono gettati in mare dai membri dell'equipaggio. L'istinto del fotografo lo porta a immortalare questi momenti ma, scoperto, viene lui stesso gettato in mare dai marinai che aveva ritratto. Al buio e in mezzo al mare, la situazione sembra disperata finché non scorge una scialuppa di salvataggio, lanciata in acqua dal marinaio cui aveva versato il prezzo della traversata; salitovi sopra, e issatovi l'ultimo dei clandestini, gettato in mare con lui, viene poi salvato dalla guardia costiera italiana.
A terra sviluppa le foto del rullino che aveva con scaltrezza conservato e le dà al compagno di sventura che, per la stampa, alla caccia di scoop, diventa l'abile ed eroico fotografo da mettere in prima pagina.

## Produzione
Le fotografie con le quali ha successo il protagonista sono opera di Antoine d'Agata, affermato professionista francese.

### Riprese
Le riprese sono state effettuate tra Parigi e il Montenegro.